# 親朴新党
親朴新党（しんパクしんとう、朝鮮語:  친박신당)は、韓国の保守政党である。朴槿恵の無罪釈放を主張するウリ共和党から分裂した政党で、韓国では極右と見なされている。

## 概要
親朴新党は、朴槿恵元大統領を支持する人々（親朴派）の一人である洪文鐘によって創党された。
洪文鐘は元々朴槿恵政権の与党であった自由韓国党（旧セヌリ党）の党員であったが、朴槿恵に対する見解の相違から2019年6月15日に同党を離党した。そして同じ親朴派である大韓愛国党と「新共和党」の結成計画を明らかにし 、同年6月24日に大韓愛国党をウリ共和党へ改名した上で趙源震と共に党の共同代表に就任した。
だが、党運営の方法を巡る対立から洪文鐘が「親朴新党」結成の計画を明らかにした為、2020年2月10日にウリ共和党は洪文鐘を除名処分とした。これを受け、洪文鐘はウリ共和党に属さない親朴派の糾合を念頭に置きながら、2020年2月25日に親朴新党の創党大会を開催した。
2020年4月15日、予定通りに第21代総選挙が実施され、親朴新党は改選前議席を全て喪失する敗北を喫した。これにより、親朴新党はいずれの議会にも議席を持たない弱小政党へ衰退した他、その他諸党の結果もあわせ「極右」と見なされる親朴派の政党が全て国会から姿を消すことになった。

## 対外政策
親朴新党は、韓国の政党の中で比較的日本に友好的な政党である。2000年代以降の日韓関係で常に懸案事項となってる日韓請求権を巡る問題について、同党は「日韓基本条約（1965年）と慰安婦問題日韓合意（2015年）によって完全かつ最終的に解決されている」とした朴槿恵政権の立場を継承している。。
また、親朴新党は日本・アメリカ（米国）・韓国の三カ国による軍事同盟（日米韓同盟）の構築を主張している。同党の国際報道官である柳漢賑はハワイ州で行われたインタビューにおいて、「日米韓同盟で中国主導の全体主義体制と戦うべきである」と主張した。

## 選挙結果
| 代     | 年月日        | 結果 | 結果   | 結果      | 結果        | 備考                    |
| 代     | 年月日        | 合計 | 地域区 | 比例 代表 | 政党 得票率 | 備考                    |
| ------ | ------------- | ---- | ------ | --------- | ----------- | ----------------------- |
| 第21代 | 2020年4月15日 | 0    | 0      | 0         | 0.51%       | 改選前の議席数は1議席。 |